# رود بی‌بازگشت
رود بی‌بازگشت (انگلیسی: River of No Return) فیلمی در ژانر وسترن به کارگردانی اتو پرمینجر و بازیگری رابرت میچام و مریلین مونرو است که در سال ۱۹۵۴ توسط تکنی‌کالر ساخته و توسط شرکت فاکس قرن بیستم منتشر شد.

## بازیگران
- رابرت میچام
- مریلین مونرو
- تامی رتیگ
- روری کلهون
- موروین وای
- داگلاس اسپنسر
- دان بدو
- باربارا نیکولز
- ویل رایت
- میچل کوال
- فرد آلدریچ